# Tot altijd
Tot altijd is een Belgische film uit 2012, gebaseerd op waargebeurde feiten. Het is, na Ben X, de tweede langspeelfilm van Nic Balthazar.
De film baseert zich op het verhaal van Mario Verstraete, een MS-patiënt die jarenlang vocht voor de euthanasiewetgeving in België en uiteindelijk ook de eerste zou zijn om er in 2002 gebruik van te maken. De hoofdrollen worden vertolkt door Koen De Graeve en Geert Van Rampelberg.
Nic Balthazar mocht de Ensor voor beste film 2012 in ontvangst nemen op het Filmfestival Oostende. Geert Van Rampelberg kreeg voor zijn rol in de film de Ensor Beste acteur, Philippe Ravoet de Ensor Beste montage 2012. Op het internationaal filmfestival van Valladolid in Spanje won de film de publieksprijs en de prijs voor beste film.

## Rolverdeling
| Acteur                 | Personage        | Opmerkingen                                         |
| ---------------------- | ---------------- | --------------------------------------------------- |
| Koen De Graeve         | Mario Verstraete |                                                     |
| Geert Van Rampelberg   | Thomas           | vriend Mario                                        |
| Lotte Pinoy            | Lynn             | vriendin Mario                                      |
| Iwein Segers           | Speck            | vriend Mario                                        |
| Viviane De Muynck      | Francine         | moeder Mario                                        |
| Michel Van Dousselaere | Roger            | vader Mario                                         |
| Eva Van der Gucht      | Sask             | vrouw Speck                                         |
| Ben Segers             | Glen             | kinesist Mario                                      |
| An Miller              | Sofie            | ex-vrouw Mario                                      |
| Felix Maesschalck      | Milan            | zoon Mario                                          |
| Lucas Vandervost       | Frank Valaeys    | op feiten gebaseerde 'euthanasiedokter' Marc Cosyns |